# Fukushima (Fukushima)
Fukushima (/⁠ɸɯ̥kɯɕima⁠/, dt. „Glücksinsel“, jap. 福島市, Fukushima-shi, „[kreisfreie] Stadt Fukushima“) ist eine japanische Großstadt und der Verwaltungssitz der gleichnamigen Präfektur Fukushima im Nordosten der Hauptinsel Honshū.
Der Name Fukushima ist seit dem 11. März 2011 durch die Nuklearkatastrophe von Fukushima weltweit bekannt, die sich etwa 60 Kilometer südöstlich der Stadt im Kernkraftwerk Fukushima Daiichi ereignete, wobei die Stadt Fukushima davon kaum betroffen war.

## Geographie
Fukushima ist eine Großstadt 50 km im Landesinneren und etwa 250 Kilometer nördlich der Landeshauptstadt Tokio.
Sie erstreckt sich auf einer Länge von 30 Kilometern am Fluss Abukuma entlang innerhalb des südlichen Fukushima-Beckens (福島盆地, Fukushima-bonchi). Im Westen und Norden des Verwaltungsgebiets erstreckt sich das Ōu-Gebirge und im Osten das Abukuma-Hochland.

## Geschichte
Im 15. Jahrhundert wurde die Burg Fukushima (ursprünglich unter dem Namen Daibutsu) als Stützpunkt und Versorgungsstation der Date erbaut. Zunächst eine Grenzburg von Aizu, wurde sie in der Edo-Zeit Fürstensitz des eigenständigen Han Fukushima. Um die Burg wuchs die Burgstadt (jōkamachi) Fukushima. Im Boshin-Krieg zum Auftakt der Meiji-Restauration kämpfte das Fukushima-han als Teil der Nordallianz gegen die von Chōshū und Satsuma angeführte neue Regierung, aber die kriegsentscheidenden Schlachten waren bereits geschlagen, die Burg Fukushima fiel kampflos an die Restaurationsarmee. Mit der Abschaffung der Han wurde aus dem han Fukushima 1871 die erste, noch nicht der heutigen entsprechende Präfektur (ken) Fukushima. Diese wurde zunächst zusammen mit einer Reihe von anderen ehemaligen Han/Präfekturen Teil von Nihonmatsu, das aber wiederum nach kurzer Zeit mit der Verlegung der Präfekturverwaltung in die Burgstadt Fukushima (wieder) in Fukushima umbenannt wurde. Das Gebäude der Präfekturverwaltung von Fukushima liegt auch heute auf dem Gelände der ehemaligen Burg.
Die kreisfreie Stadt (-shi) Fukushima wurde am 1. April 1907 durch die Umwandlung der Stadt Fukushima (福島町) aus dem Kreis Shinobu gegründet, die vorher mit Teilen anderer Dörfer zusammengeschlossen worden war. Fukushima hatte am 1. März 2021 284.282 Einwohner und ist die drittgrößte Stadt in der Präfektur.

## Verkehr
- Straße
  - Tōhoku-Autobahn
  - Nationalstraße 4, nach Tokio bzw. Aomori
  - Nationalstraße 13, nach Akita
  - Nationalstraße 114, 115, 399, 459
- Zug
  - JR Tōhoku-Shinkansen, Bahnhof Fukushima nach Tokio oder Aomori
  - JR Yamagata-Shinkansen
  - JR Tōhoku-Hauptlinie
  - JR Ōu-Hauptlinie

## Wirtschaft
Fukushima gilt als Industrie- und Handelszentrum. Wirtschaftlich bedeutsam sind neben der traditionellen Seidenindustrie heute auch die Herstellung und Verarbeitung von Chemiefasern, die Erzeugung von Lebensmitteln und Maschinen. Touristisch bedeutsam sind rund 130 heiße Heilquellen wie die Iizaka-, die Takayu- und die Tsuchiya-Quelle, die wegen der resultierenden vielen Hotels einen wichtigen Wirtschaftsfaktor darstellen. Die Gegend ist auch für den Anbau von Reis und Obst und die Produktion des Reisweins Sake bekannt.

## Sport
Im Rahmen der Olympischen Sommerspiele 2020 wurden die Base- und Softball-Wettkämpfe in Fukushima ausgetragen.

## Söhne und Töchter der Stadt
- Tanaka Fuyuji (1894–1980), Dichter
- Tetsujirō Obara (* 1941), Jazzmusiker
- Tomiko Okazaki (1944–2017), Politikerin
- Yaichi Numata (* 1951), Radrennfahrer
- Shigeru Kanno (* 1959), in Deutschland lebender japanischer Dirigent und Komponist
- Asako Takakura (* 1968), Fußballtrainerin und ehemalige -Spielerin
- Rui Tokisaki (* 1982), Fußballspieler
- Takahiro Ōhara (* 1986), Fußballspieler
- Alice (* 1990), J-Pop-Singer-Songwriterin mit Pop- und R&B-Einflüssen
- Shinnosuke Honda (* 1990), Fußballspieler
- Kōhei Yamashita (* 1994), Dreispringer
- Seita Watanabe (* 2000), Tennisspieler
- Zento Uno (* 2003), Fußballspieler

## Angrenzende Städte und Gemeinden
- Präfektur Fukushima
  - Nihonmatsu
  - Date
  - Inawashiro
  - Kawamata
- Präfektur Miyagi
  - Shiroishi
  - Shichikashuku
- Präfektur Yamagata
  - Yonezawa
  - Takahata

## Galerie

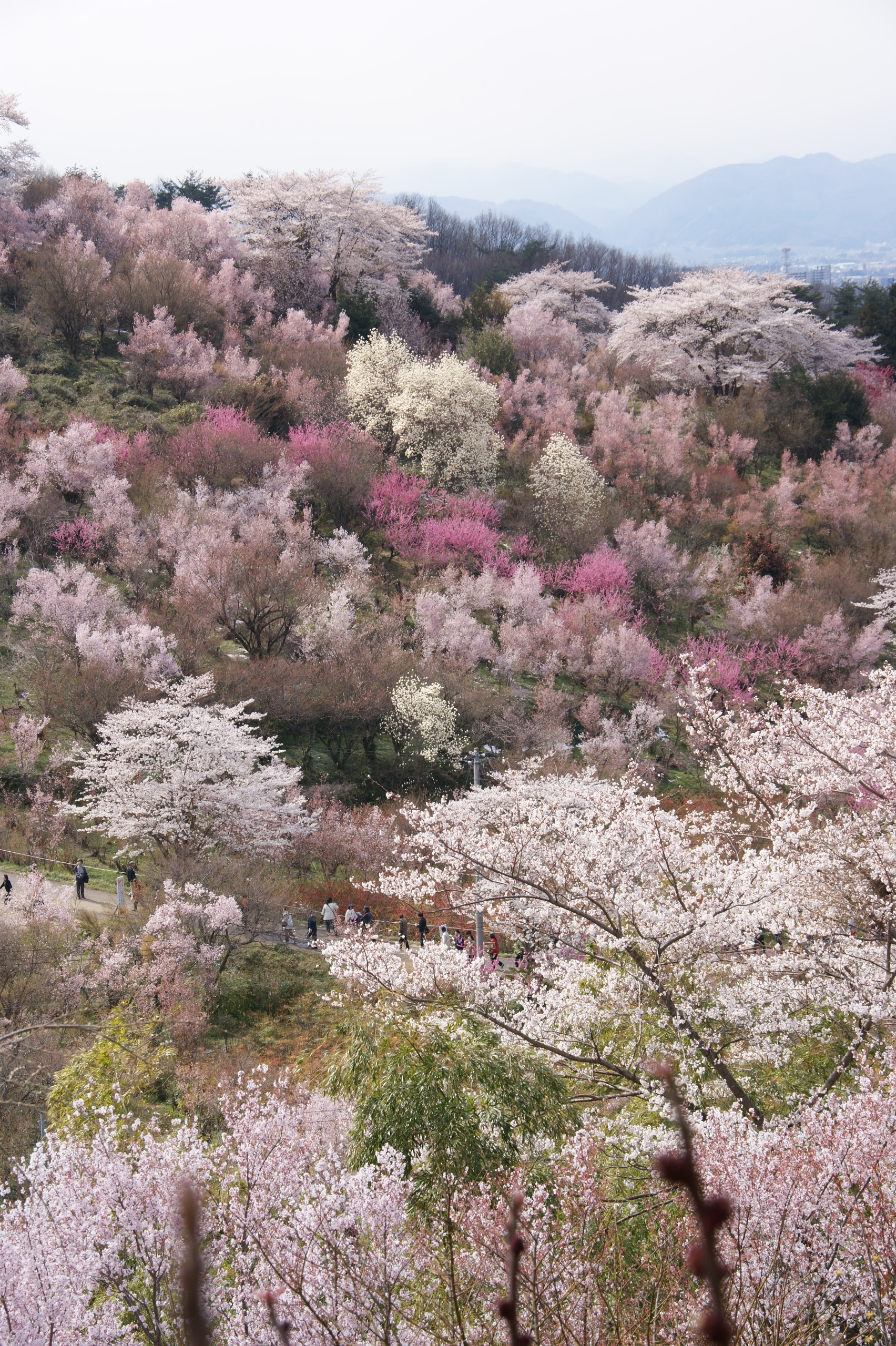
Hanami-Yama-Park
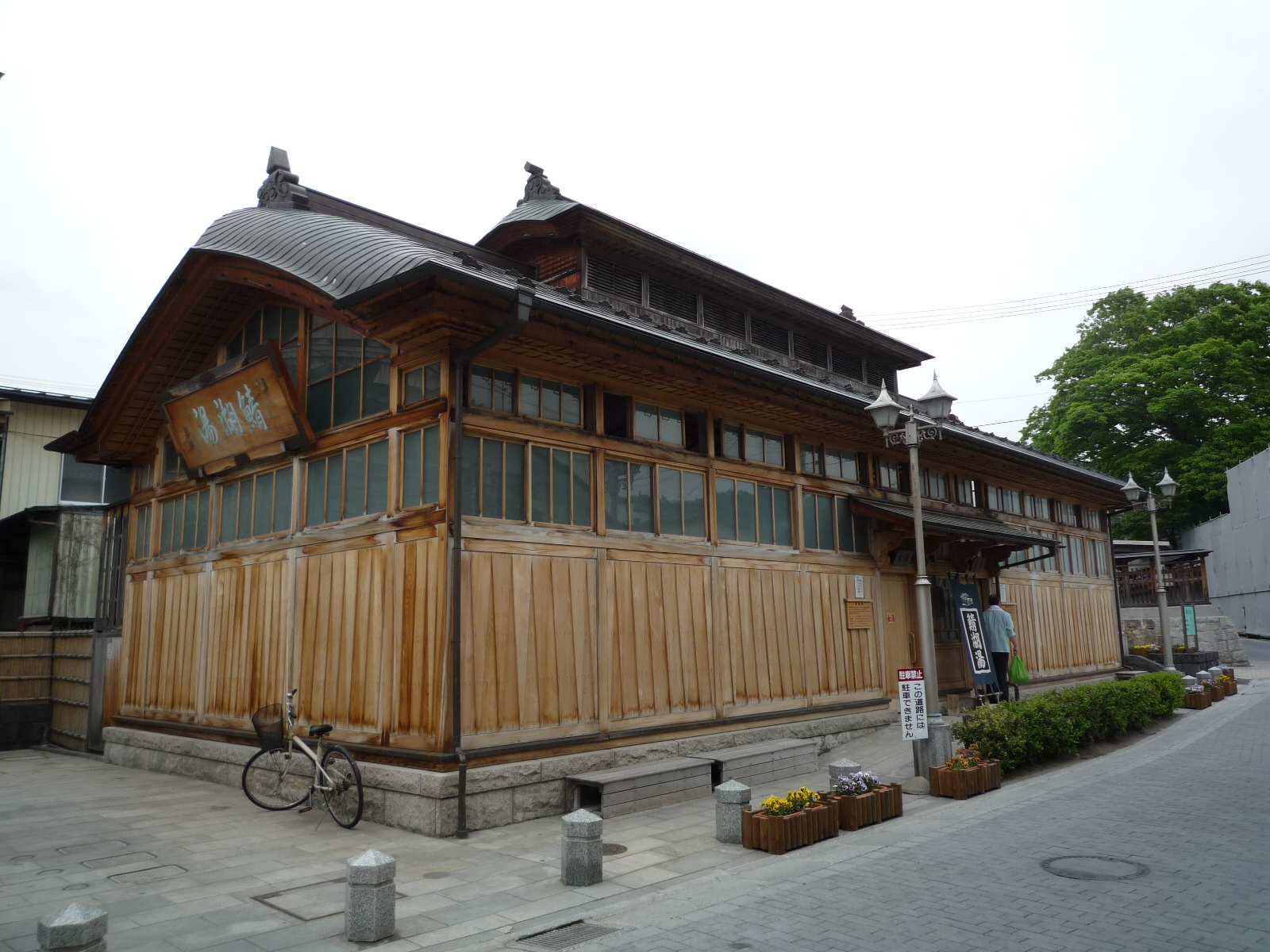
Iizaka-Onsen
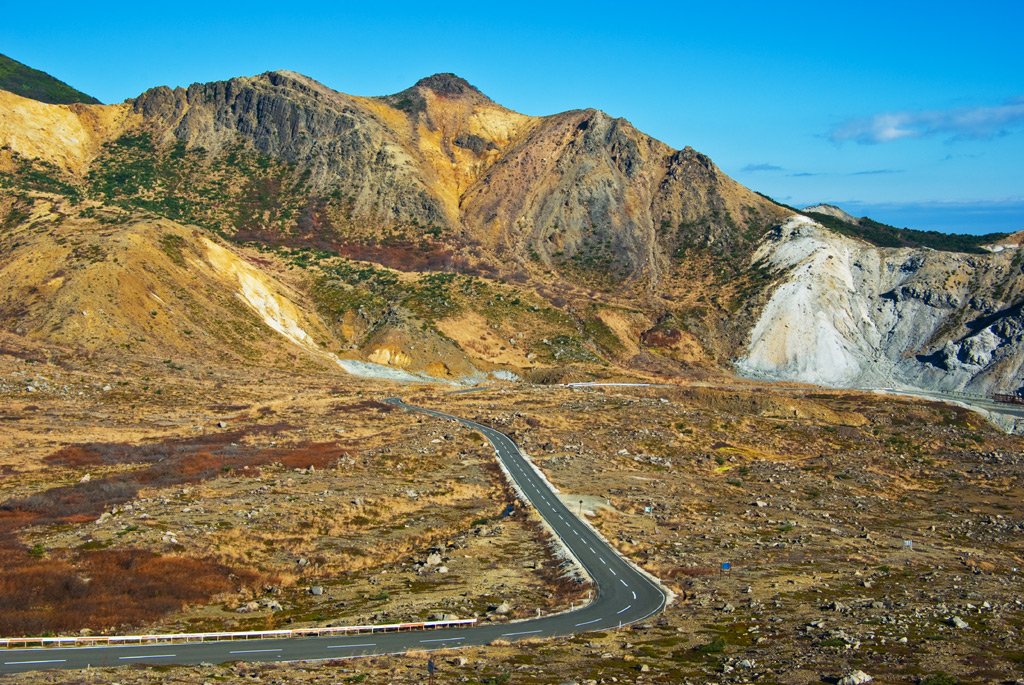
Bandai-Azuma-Skyline, eine mautpflichtige Panoramastraße
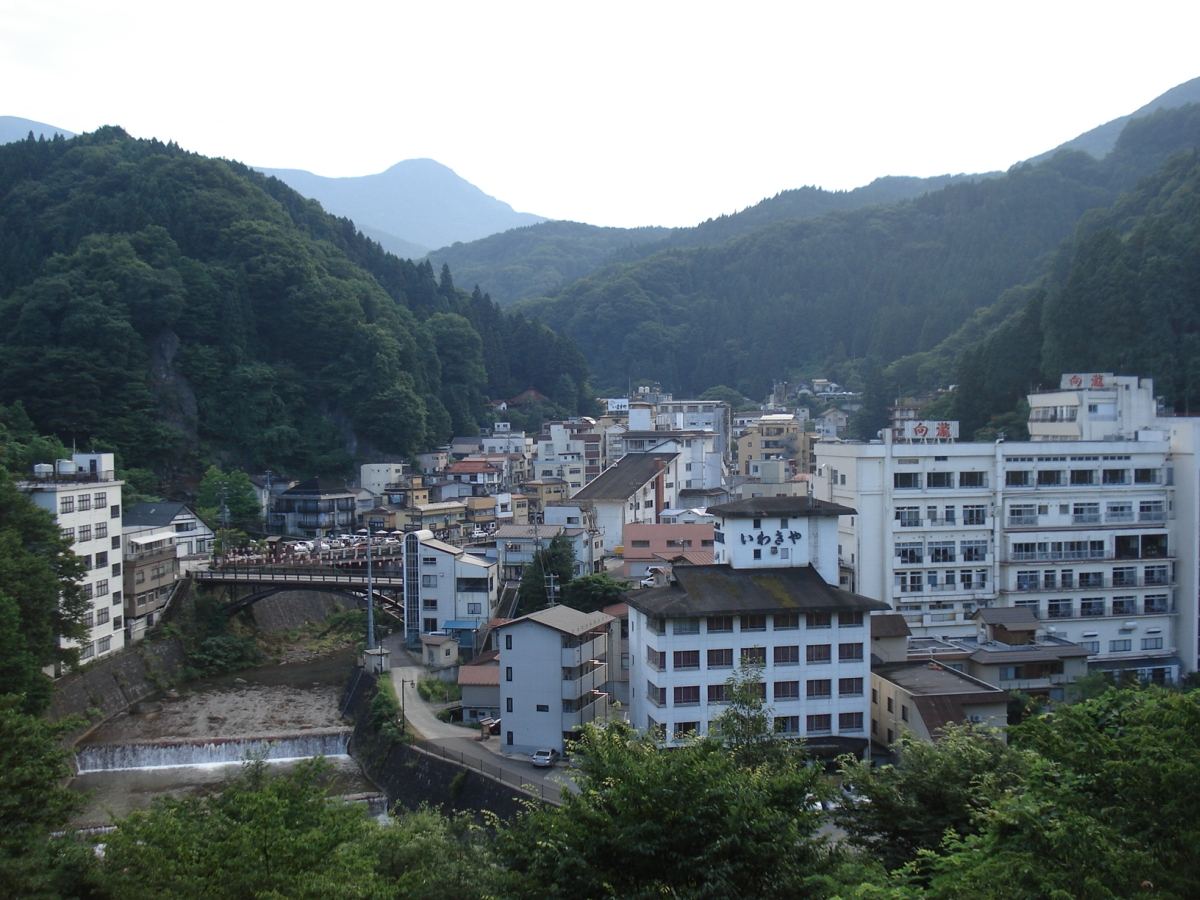
Tsuchiyu-Onsen